# Obira
Obira (小平町, Obira-chō) est un bourg du district de Rumoi, situé dans la sous-préfecture de Rumoi, sur l'île de Hokkaidō, au Japon.

## Géographie

### Démographie
Au 31 mars 2015, la population d'Obira s'élevait à 3 366 habitants répartis sur une superficie de 627,22 km2.